# María Sobrino Morillas
María Sobrino Morillas (Valladolid, 18 de diciembre de 1568 - Valladolid, 9 de julio de 1640) fue una escritora y religiosa española de la Orden de los Carmelitas Descalzos, conocida también por el nombre de sor María de San Alberto.

## Biografía
De la familia de los Sobrino Morillas, varios de sus hermanos tuvieron una vida destacada en el clero, como Cecilia (también escritora y religiosa), Francisco (obispo de Valladolid) o Antonio (escritor y predicador franciscano).
Tomó los hábitos junto a su hermana Cecilia en 1589 y adoptó el nombre religioso de María de San Alberto. En el convento vallisoletano fue inicialmente maestra a cargo de las novicias, para posteriormente ser madre superiora (1600-1626) y priora del convento (1604-1629).
A nivel literario fue fuertemente influida por Teresa de Jesús y Juan de la Cruz. Sus escritos sobre sus vivencias personales son destacados dentro de la ascética y mística del Siglo de Oro español. Cultivó la poesía, desde un aspecto más místico, y el teatro, donde destacan las Festecicas del Nacimiento, en el formato de auto sacramental.
Fallecida en 1640, fue sepultada en el propio convento vallisoletano y parte de sus restos, junto a los de su hermana Cecilia, forman parte de un relicario.

## Obras
Se han conservado los siguientes manuscritos de sus obras:
- Autobiografía
- Visiones de la Madre Catalina Evangelista, monja de Valladolid
- Carta a un religioso acerca de San Juan de la Cruz. Rioeseco, 4 de abril de 1614
- Testimonio acerca de la vida y virtudes de San Juan de la Cruz. Valladolid, 14 de febrero de 1615
- Autógrafo
- Poesías